# Matheus Bidu
Matheus Bidu, właśc. Matheus Lima Beltrão Oliveira (ur. 4 maja 1999 w São Paulo) – brazylijski piłkarz występujący na pozycji lewego obrońcy, od 2023 roku zawodnik Corinthians.